# Miranda (produtor musical)
Carlos Eduardo Miranda (Porto Alegre, 21 de março de 1962 – São Paulo, 22 de março de 2018), mais conhecido por Miranda, foi um músico, cantor e produtor musical brasileiro.
Atuou como jurado em vários programas de calouros do SBT, tais como Ídolos, Astros, Qual é o Seu Talento?, Esse Artista Sou Eu e João Kléber Show.

## Biografia
Na década de 1980, Carlos Eduardo Miranda foi um dos mais atuantes músicos do cenário de rock alternativo do Rio Grande do Sul. Tecladista e compositor. Miranda fez parte de pelo menos dois grupos locais que alcançaram expressão nos anos 1980, como Taranatiriça, Atahualpa y us Panquis e Urubu Rei, segundo diversos relatos de músicos e produtores gaúchos no livro "Gauleses irredutíveis" (AVILA et al, 2001).
Mudando-se para São Paulo, se envolveu com o cenário independente paulistano, incluindo grupos como Akira S e As Garotas Que Erraram (sua primeira produção em São Paulo foi o tributo a Arnaldo Batista dos Mutantes, Sanguinho Novo, convidado por Alex Antunes, do Akira S). Nessa época, meados da década de 80, Carlos Eduardo Miranda participou da equipe da revista Bizz e suas iniciais se tornariam bastante conhecidas nas resenhas de discos, fazendo trocadilho com o número 100.  Por causa de suas resenhas de discos e artistas, era considerado um dos mais polêmicos críticos musicais da revista, o que dividiu opiniões.
Na década de 1990, com os selos Banguela Records e Excelente, lançou nomes como Raimundos. Como produtor musical lançou, entre outros grupos, Skank, O Rappa, Os Virgulóides, Blues Etílicos, Cordel do Fogo Encantado, Cansei de Ser Sexy, Móveis Coloniais de Acaju, MQN, Mundo Livre S/A e o primeiro disco da Graforréia Xilarmônica, Coisa de Louco II, e também criou e dirigiu o site Trama Virtual, que é um projeto de distribuição online de artistas independentes por MP3. Nessa época, retomava o trabalho de músico com a banda de rock experimental Aristóteles de Ananias Jr.
Nesta época já mostrava talento para a produção, sendo uma espécie de padrinho de bandas como DeFalla, Os Replicantes e muitas outras. Ele também fez uma edição especial da revista Ação Games.
Foi um dos jurados da primeira e segunda temporada de Ídolos e do programa Astros, de 2009 a 2012 foi jurado do programa Qual É o Seu Talento?.
Foi o diretor musical do disco de estreia de Gaby Amarantos, Treme, lançado em 2012 com os hits "Ex Mai Love" (música de abertura da novela Cheias de Charme) e "Xirley".
Em 2014, foi anunciado como jurado do novo reality show do SBT, Esse Artista Sou Eu, comandado por Márcio Ballas.
Em 2016, participou como jurado no programa de televisão da RedeTV! João Kléber Show.
Em 2017, acabou fazendo parte do elenco do quadro de provas de gincana "Malucos Molhados", do programa de televisão Domingo Legal do SBT.

## Morte
Era casado com Isabel Hammes, cantora e preparadora vocal.
Morreu em 22 de março de 2018, após sofrer um mal súbito em sua casa, localizada em São Paulo, um dia após seu aniversário de 56 anos. O velório aconteceu no Funeral Home na Bela Vista em São Paulo, aberto ao público.

## Carreira

### Televisão
- 2006-2007 - Ídolos
- 2009-2012 - Qual é o Seu Talento?
- 2008-2009 e 2012 - Astros
- 2012 - Os Fatos Espetaculares de 2012
- 2014 - Esse Artista Sou Eu
- 2016 - João Kléber Show
- 2017-2018 - Domingo Legal